# Puder

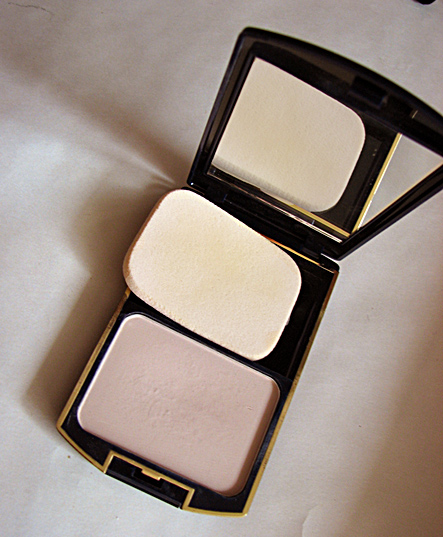
Puderdosa

Puder eller ansiktspuder är en kosmetisk produkt, som används främst i ansiktet. Andra typer av kosmetiska puder är kroppspuder av olika slag, ofta bestående av relativt stor andel talk.

## Beskrivning
Ansiktspuder används för att jämna ut hudfärgen, dölja skavanker i huden, göra huden matt samt hålla resten av sminket på plats. Puder finns som löst puder och som kompaktpuder. Kompaktpudret är pressat till kakor, och har idag blivit vanligare än löst puder även om löspuder fortfarande anses ge bättre resultat. Puder appliceras med borste, bomullstussar eller en platt skumgummiapplikator som oftast följer med förpackningar av pressat puder.
Traditionellt sett har puder oftast varit ljusare än bärarens egentliga hudfärg, och puder har varit en av de mest använda sminkprodukterna. Färgtonerna har dock varierat, och historiskt har även rosa ansiktspuder förekommit. Rouget är en vidareutveckling av puder som man blandat färgämnen i. Pudrets roll har numera delvis tagits över av olika blandningar av puder och färgad hudcreme, som kallats allt från pan-cake till foundation eller make up-kräm. På 1920 och 1930-talen blev färgade puder, solpuder, som är till för att få huden att se solbränd ut, populära. Solpuder används ofta över större delar än kroppen än vad vanligt puder gör. 

## Historik
Puder fanns redan i antikens Rom, då bestående av kalk och blyvitt. De första pudren i Europa dök upp i Frankrike under 1500-talet, och var då av vetemjöl. Under 1600- och 1700-talen använde både män och kvinnor puder, i ansiktet och särskilt i perukerna för att göra dem vita. 
Vanliga ingredienser i puder har varit olika typer av stärkelse och mjöl av vete, råg eller korn. Potatisstärkelse som ansiktspuder marknadsfördes av grevinnan Eva Ekeblad i Sverige på 1700-talet. Risstärkelse användes i Japan, och ingår fortfarande i en del moderna puder medan mjölet har gjort sitt som puderingrediens. Blyföreningar har varit flitigt använda, och troligen har en icke föraktfull mängd kvinnor dött av de giftiga varianterna av blyvitt. Krita, zinkoxid, titandioxid och kaolinlera är ofta använda ingredienser. För att ge skimmer i puder användes förr pärlemor eller ostronskal; idag används främst finmalet glimmer.